# Боррадайл
Боррадайл — острів в Антарктиді, один із островів Баллені. На острів, як частину території Росса претендує Нова

Зеландія.

## Географія
Острів розташований у морі біля Східної Арктики.
Острів був відкритий у 1839 році англійським морським капітаном Джоном Баллені і названий на честь одного з меценатів експедиції В. Боррадайла.